# Belosselski-Beloserski-Palast

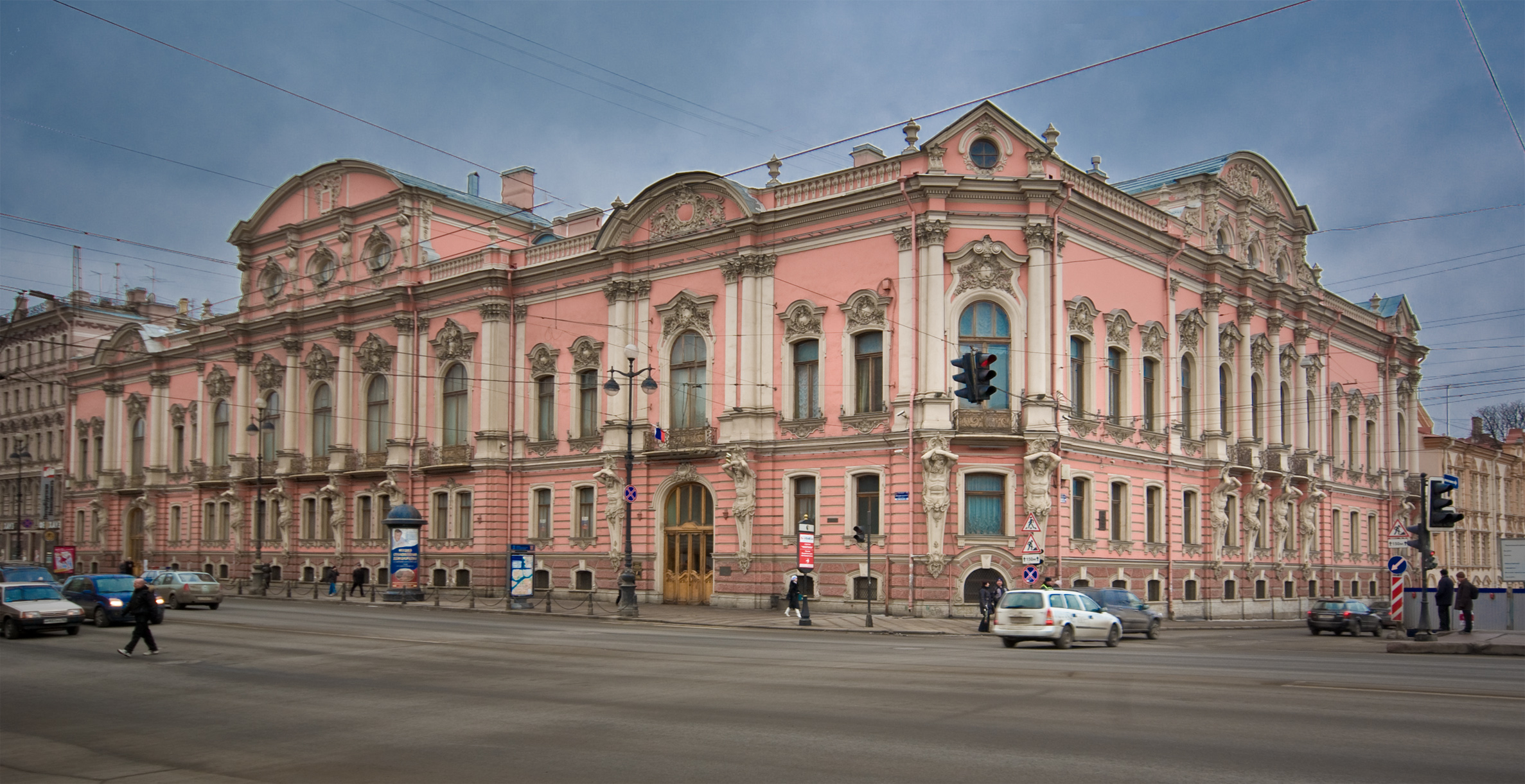
Belosselski-Beloserski-Palast, Blick vom Newski-Prospekt

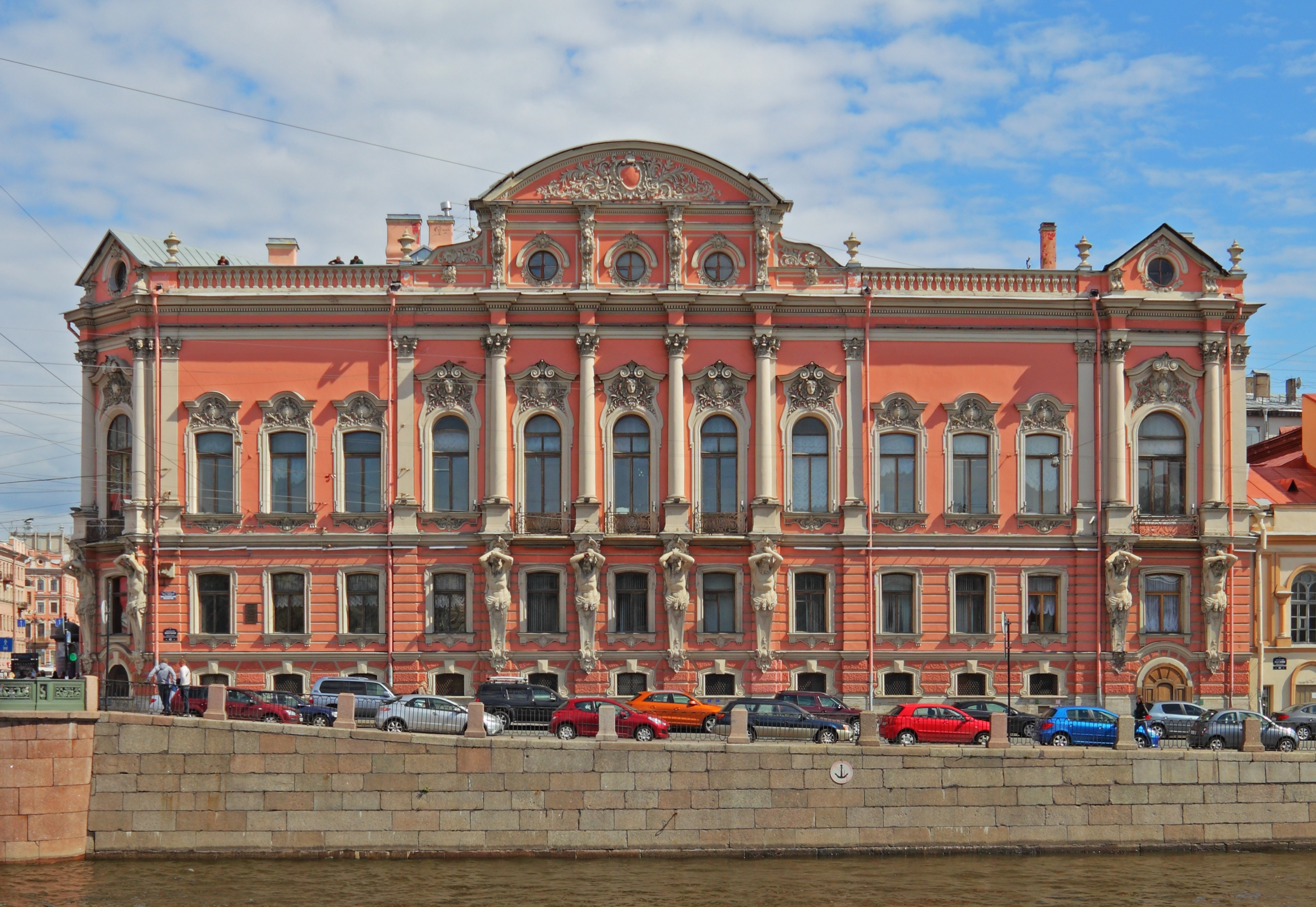
Blick vom Ufer der Fontanka auf die Westfassade

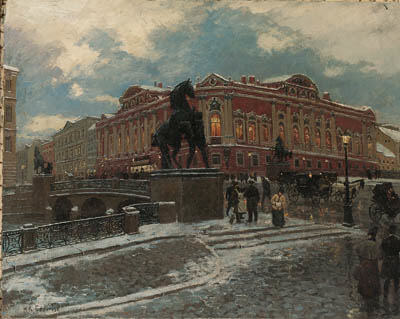
Zeichnung, 1914

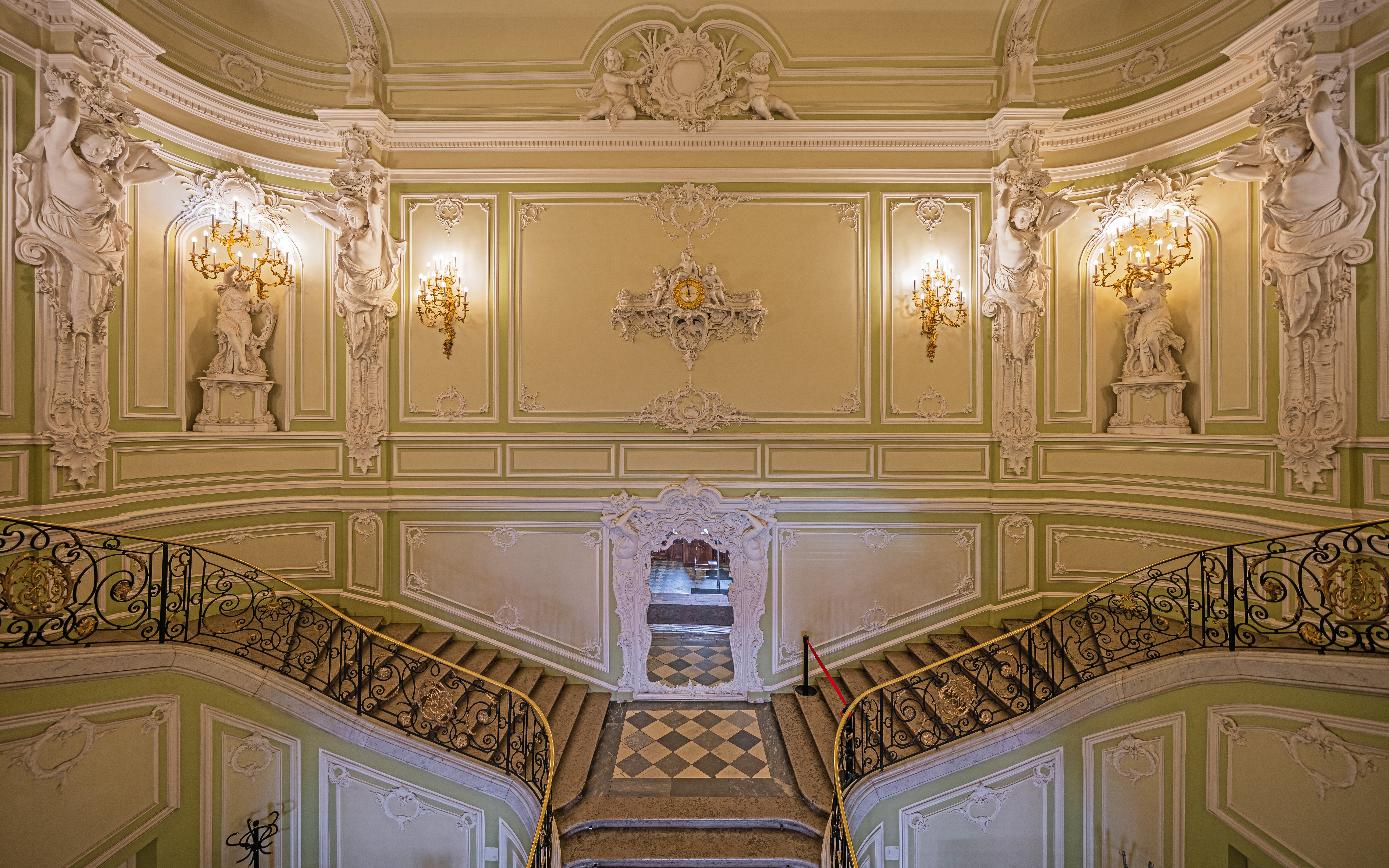
Paradetreppe des Palastes

Der Belosselski-Beloserski-Palast (russisch Дворец Белосельских-Белозерских) ist ein Palast in Sankt Petersburg in Russland.
Im Gebäude befinden sich heute das Museum für die Entwicklung der Demokratie im modernen Russland sowie Sitze von Behörden und Unternehmen. Außerdem werden im Haus Konzerte veranstaltet.

## Lage
Er befindet sich an der Adresse Newski-Prospekt 41 an der Einmündung der die Fontanka an ihrem östlichen Ufer flankierenden Straße auf den Newski-Prospekt. Unmittelbar westlich des Palastes überspannt die Anitschkow-Brücke die Fontanka.

## Architektur und Geschichte
Ein erster Palast an dieser Stelle war im Jahr 1747 für Michail Andrejewitsch Belosselski errichtet worden. Der im französischen Stil errichtete Bau war kleiner als der heutige Palast und verfügte über einen großen Garten.   
Alexander Michailowitsch Belosselski erbte den Palast und erwarb 1800 ein großes Grundstück hinzu. 1800 erwarb er auch wieder den alten Titel Belosersk, seitdem war für die Familie und den Palast der Doppelname Belosselski-Beloserski gebräuchlich. Der Palast ging dann an Esper Alexandrowitsch Belosselski-Beloserski, der jedoch bereits in jungen Jahren starb, so dass seine Witwe Jelena Pawlowna Belosselskaja-Beloserskaja Eigentümerin wurde.  
Unter Elena Pawlowa wurde der alte Palast abgerissen und in den 1840er Jahren bis 1848 neu in seiner heutigen Gestaltung errichtet. Architekt des Palastes war Andrei Iwanowitsch Stackenschneider. Er gestaltete den Bau im Stil des Neobarocks. Die Fassade des Gebäudes wird von weißen Säulen mit Kapitellen geprägt. Konstantin Esperowitsch Belosselski-Beloserski, der Sohn Elena Pawlowas, erbte die Residenz und lebte dort mit seiner Familie. Die Größe des Palastes und die damit einhergehenden Kosten der Unterhaltung erwiesen sich für die Familie als große Belastung, so dass ein Verkauf erfolgte.
Im Jahr 1884 wurde der Palast von Alexander III. seinem Bruder, dem Großfürsten Sergei Alexandrowitsch Romanow zu seiner Hochzeit mit Jelisaweta Fjodorowna geschenkt. Der Großfürst gab der Fassade des Palastes die rote Farbe, die noch heute für das Haus charakteristisch ist. Er ließ auch im Inneren größere Umbauten vornehmen. So wurde eine Bibliothek und eine Kapelle eingefügt. Nachdem der Großfürst 1905 einem Bombenattentat zum Opfer gefallen war, gehörte der Palast seiner Witwe. Sie ging 1909 als Nonne ins Martha-Maria-Kloster und gab den Palast an ihren Neffen, den Großfürsten Dmitri Pawlowitsch Romanow, der ihn kurz vor der Oktoberrevolution verkaufte. Nach der Revolution wurde der Palast verstaatlicht. Ab 1920 befand sich im Haus das Bezirkskomitee der KPdSU.  
Während des Zweiten Weltkriegs wurde das Haus schwer beschädigt und ab 1949 wieder aufgebaut. Die Innenräume wurden 1954 renoviert. 1991 wurde der Palast Sitz des Stadtkulturzentrums. Am 28. Februar 2012 kam es zu einem Brand im Gebäude.